# Christian Jungnickel
Christian Albrecht Jungnickel – profesor Politechniki Gdańskiej, kierownik Katedry Technologii Koloidów i Lipidów na Wydziale Chemicznym.

## Życiorys
W 1997 obronił magisterium na Wydziale Chemicznym Uniwersytetu Newcastle w Australii. W 2005 uzyskał stopień doktora nauk chemicznych w zakresie nauk chemicznych w Centrum Badań i Technologii Środowiska (UFT) Uniwersytetu w Bremie w Niemczech oraz na Wydziale Budownictwa, Geodezji i Inżynierii Środowiska Uniwersytetu Newcastle w Australii, a w 2013 uzyskał stopień doktora habilitowanego na Wydziale Chemicznym Politechniki Gdańskiej. Od 2006 jest wykładowcą na Wydziale Chemicznym. Pełni również funkcję pełnomocnika rektora ds. współpracy z chińskimi instytucjami naukowo-dydaktycznymi.
Redaktor czasopism naukowych: Physicochemical Problems of Mineral Processing oraz Molecules. Autor i współautor ponad 40 publikacji. Indeks Hirsha 20.